# 正木憲時
正木 憲時（まさき のりとき、天文18年（1549年） - 天正9年9月29日（1581年10月26日））は、戦国時代から安土桃山時代にかけての武将。里見氏の家臣。時茂の養嗣子。実父については時茂の末弟の弘季とするのが一般的だが、同じく弟の時忠とする説もある。幼名を房王丸。通称を弥九郎、官名を大膳亮と称する。

## 経歴
1564年の第二次国府台合戦が里見軍の敗戦に終わり、実父弘季と正木家当主の信茂が討死した。そこで正木氏を継いで大多喜城を領した。この敗戦を契機に、里見氏は北条軍の反攻を受けることになるが、憲時はそれを懸命に防ぎ、逆に同年には米ノ井城を、1565年には敵将・伊能景信の居城である矢作城を落としている。1567年の三船山合戦でも奇襲策により北条軍に勝利する。1574年の義堯の死後は、その子・義弘に引き続き仕えた。義弘の死後に義頼に反乱を起こしたため、義頼に城を攻められて敗北。最期は太田康資とともに家臣に殺されたという。
天正5年（1577年）正月25日、上杉謙信の重臣で上野厩橋城にいた北条高広・北条景広父子に謙信の関東への越山を要求する書状を出している。「越山が無理ならば、せめて上杉軍が春か夏にはやってくるという情報を流してほしい。このことが噂になり北条氏政も出兵を見合わせるだろう。」と述べていることから、信頼度が低いとはいえ、風聞には大名の政治行動を左右する力があったことが窺える。
しかし、近年では反対に義頼の方が里見氏の宿敵である北条氏政と組んで、兄である義弘の嫡男梅王丸を追放して里見氏を継いだために、異論を挟んだ憲時が謀反の汚名を着せられて粛清されたとする説もある。
時茂の名を冠した時茂獅子印は、全て憲時の発給によるものであることが明らかとなった。父の遺領を継承したことを内外に宣伝する意味を持つと考えられる。